# Fondation Michael et Susan Dell
La Fondation Michael et Susan Dell est une fondation américaine humaniste philanthropique créée en 1999 par Susan et Michael Dell (PDG fondateur de Dell Technologie) 

## Description et missions
La Fondation Michael & Susan Dell se consacre à transformer la vie des enfants vivant dans la pauvreté urbaine en améliorant leur éducation, leur santé et la stabilité économique de leur famille. 
Elle a des bureaux aux États-Unis, en Inde et en Afrique du Sud. 

## Financement et fonds
La majorité des fonds de la fondation proviennent de la vente d'actions de la société Dell par Michael et Susan Dell. 
Plus de 650 millions de dollars ont été donnés aux questions relatives aux enfants et aux initiatives communautaires aux États-Unis, en Inde et en Afrique du Sud en 2010. 
Aujourd’hui, la fondation gère plus de 466 millions de dollars d’actifs. Selon l’OCDE le financement du développement 2019 par la fondation a augmenté de 11 % pour atteindre 35 millions de dollars. 